# Franz Bruno Hofmann
Franz Bruno Hofmann (* 29. November 1869 in Skalka, Bezirk Braunau, Böhmen; † 6. Juni 1926 in Marburg) war ein österreichischer Physiologe.

## Leben
Hofmann entstammte einer Weberfamilie, besuchte das Gymnasium in Braunau und studierte Medizin an der
deutschen Universität in Prag. Dort wurde er 1894 zum Dr. med. promoviert. Als Student war er Demonstrator und Assistent bei Ewald Hering, mit dem er 1895 an die Universität Leipzig übersiedelte. Hier lernte er seine Gattin, geb. von Suez kennen. Ab 1898 war er Dozent und ab 1903 Extraordinarius am Leipziger physiologischen Institut.
1905 wechselte er an die Universität Innsbruck, 1911  an die Karl-Ferdinands-Universität Prag, 1913 an die Universität Königsberg und 1916 an die Universität Marburg, deren Rektor er 1917/18 war. 1922 war er kurz an der Universität Bonn und 1923 übernahm er die Leitung der Berliner Instituts. Seit 1909 war Hofmann Mitglied der Leopoldina. Kurz vor seinem Tod wurde er am 7. April 1926 als ordentliches Mitglied in die Preußische Akademie der Wissenschaften aufgenommen.

## Veröffentlichungen
- Die Lehre vom Raumsinn des Auges